# یونجا د لا سدا
یونجا د لا سِدا (اسپانیایی: [ˈloŋxa ðe la ˈseða]؛ ‏ والنسیایی: Llotja de la Seda ‏ [ˈʎɔdʒa ðe la ˈseða]) یک ساختمان مدنی به سبک گوتیک والنسیا در والنسیا، اسپانیا است. این بنا یکی از جاذبه‌های اصلی گردشگری در این شهر می‌باشد.